# Gà gô Siberia
Gà gô Siberia (Falcipennis falcipennis) là một loài chim trong họ Họ Trĩ.

## Hình ảnh

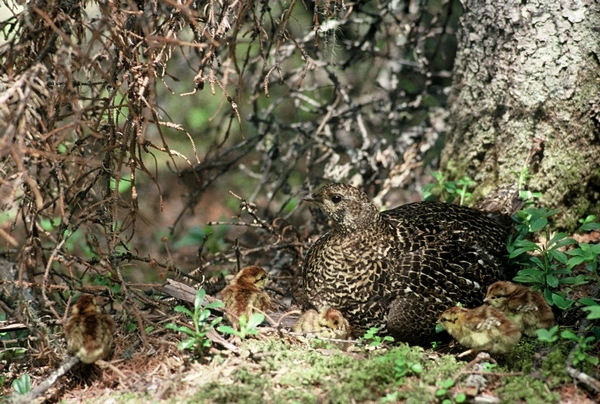
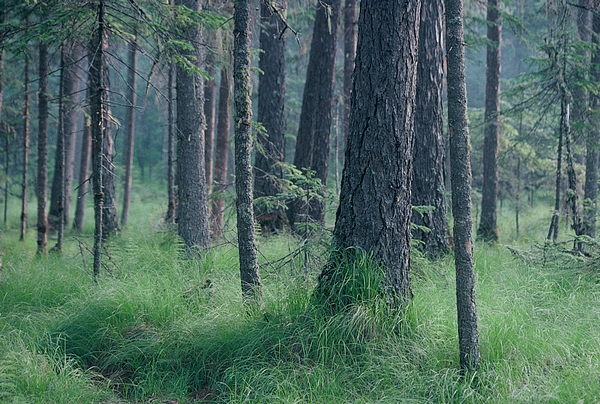
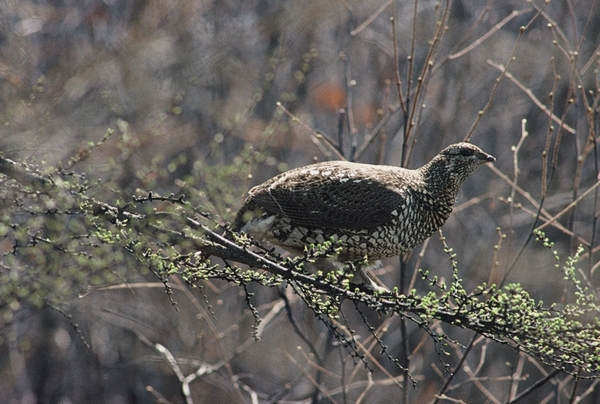
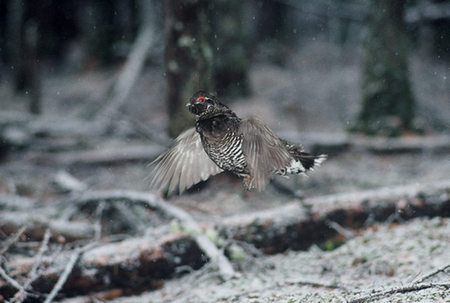